# آلفونس پیرام دو کاندول
آلفونس لوئیس پیر پیرام دو کاندول (به فرانسوی: Alphonse Louis Pierre Pyrame de Candolle)،(زاده ۲۸ اکتبر ۱۸۰۶ – درگذشته ۴ آوریل ۱۸۹۳) گیاه‌شناس فرانسوی-سوئیسی و پسر گیاه‌شناس سوئیسی آگوستن پیرامو دوکاندول بود.